# 22-я авиационная дивизия
22-я авиационная дивизия (22-я ад) — авиационное соединение Военно-Воздушных сил (ВВС) Вооружённых Сил РККА бомбардировочной авиации, принимавшее участие в боевых действиях Великой Отечественной войны, именуемая также 22-я дальняя бомбардировочная авиационная дивизия или 22-я дальне-бомбардировочная авиационная дивизия (22-я дальнебомбардировочная авиационная дивизия).

## История наименований дивизии
- 22-я смешанная авиационная дивизия;
- 22-я авиационная дивизия (05.11.1940 г.);
- 62-я авиационная дивизия дальнего действия (14.01.1942 г.);
- 9-я гвардейская авиационная дивизия дальнего действия (18.09.1943 г.);
- 9-я гвардейская авиационная Донбасская дивизия дальнего действия (27.05.1944 г.);
- 22-я гвардейская бомбардировочная авиационная Донбасская дивизия (26.12.1944 г.);
- 22-я гвардейская бомбардировочная авиационная Донбасская Краснознамённая дивизия (06.1945 г.);
- 22-я гвардейская тяжёлая бомбардировочная авиационная Донбасская Краснознамённая дивизия (06.1945 г.);
- 6950-я гвардейская авиационная база.

## История и боевой путь дивизии

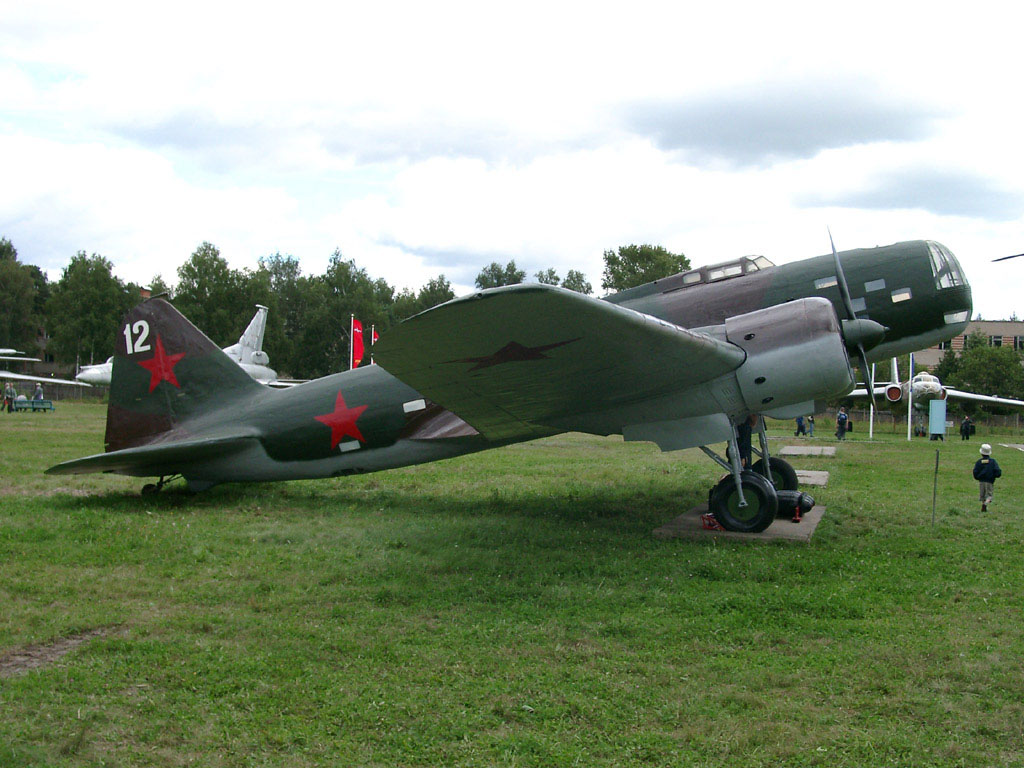
Самолёт ДБ-3, стоящий на вооружении полков дивизии

Дивизия сформирована на базе 22-й смешанной авиационной дивизии Постановлением Совета Народных Комиссаров Союза ССР № № 2265-977сс 5 ноября 1940 г. «О Военно-Воздушных Силах Красной Армии», согласно которому в целях повышения специальной подготовки дальнебомбардировочной авиации, соответствующей возлагаемым на неё задачам:
- дальнебомбардировочные авиационные полки, вооружённые самолётами ТБЗ, ТБ-7 и ДБ-3, выделить в самостоятельные дальнебомбардировочные дивизии в составе трёх дальнебомбардировочных авиационных полков;
- дальнебомбардировочные авиационные дивизии именовать: авиационными дивизиями Дальнего Действия;
- авиационные дивизии ДД в учебно-строевом отношении подчинить Начальнику Главного управления ВВС Красной Армии, а в административно-хозяйственном отношений — Командующим войсками военных округов, на территории которых они будут дислоцированы.
- для руководства боевой и специальной подготовкой дивизий образовать в составе ГУВВС Управление дальнебомбардировочной авиации.
- утвердить состав дивизии — 22-я авиадивизия ДД в составе: 8-го, 11-го и 21-го авиаполков ДБ-3 с дислокацией — Запорожье и Саки.

Несомотря на указание в Постановлении Совета Народных Комиссаров по именованию дивизии как авиационной дивизией Дальнего Действия лишь 5 марта 1942 года дивизия по-прежнему именовалась как 22-я авиационная дивизия.
Состав на 22 июня 1941 года:
- Управление — Саки[2]
  - 8-й дальнебомбардировочный авиационный полк, 69 самолётов ДБ-3ф (42 экипажа) — Бекетовка, Запорожье
  - 11-й дальнебомбардировочный авиационный полк, 54 самолётов ДБ-3, ДБ-3 (41 экипаж) — Б. Токмак, Запорожье
  - 21-й дальнебомбардировочный авиационный полк, 72 самолётов ДБ-3, ДБ-3 (50 экипажей) — Саки

С началом войны дивизия получила задачу по уничтожению военно-морской базы Констанцы и железнодорожного узла Плоешти. Вылет состоялся 27 июня 1941 года, одно звено бомбило Бухарест (Запись в летной книжке Ф.И. Меньшинова), два звена — нефтепромыслы в Плоешти, два звена — порт Констанцы. Дивизия задачу выполнила успешно, но потеряла семь самолётов от атак истребителей противника.
21 марта 1942 года во исполнение Постановления № ГКО-1392сс от 5 марта 1942 года 22-я авиационная дивизия преобразована в 62-ю авиационную дивизию дальнего действия.

### Участие в операциях и битвах
- Приграничные сражения — с 22 июня 1941 года по 29 июня 1941 года.
- Ростовская операция — с 5 ноября 1941 года по 2 декабря 1941 года.

### В действующей армии
В составе действующей армии дивизия находилась с 22 июня 1941 года по 14 января 1942 года.

### Командир дивизии
| Звание    | Имя                        | Период                                       | Примечание |
| --------- | -------------------------- | -------------------------------------------- | ---------- |
| Полковник | Токарев Борис Кузьмич      | с 5 ноября 1940 года по 20 августа 1941 года |            |
| Полковник | Тупиков Георгий Николаевич | с 20 августа 1941 года по 21 марта 1942 года |            |

### В составе объединений
| Дата          | Армия                          | Корпус                                                                   | Примечание |
| ------------- | ------------------------------ | ------------------------------------------------------------------------ | ---------- |
| 05.11.1940 г. | авиация Резерва Ставки ВГК     | 4-й бомбардировочный авиационный корпус дальней бомбардировочной авиации |            |
| 22.06.1941 г. | Дальнебомбардировочная авиация | 4-й бомбардировочный авиационный корпус дальней бомбардировочной авиации |            |
| 18.08.1941 г. | Авиация дальнего действия СССР |                                                                          |            |
| 05.03.1942 г. | Авиация дальнего действия СССР |                                                                          |            |

### Части и отдельные подразделения дивизии
За весь период своего существования боевой состав дивизии оставался постоянным:
| Период                        | Наименование                                   | Вооружение          |
| ----------------------------- | ---------------------------------------------- | ------------------- |
| 1940 — 14.01.1942 г.          | 8-й дальнебомбардировочный авиационный полк    | расформирован       |
| 1940 — 14.01.1942 г.          | 11-й дальнебомбардировочный авиационный полк   | расформирован       |
| 1940 — 13.08.1941 г.          | 21-й дальнебомбардировочный авиационный полк   | передан в 50-ю дбад |
| 13.08.1941 г. — 03.03.1942 г. | 14-й тяжёлый бомбардировочный авиационный полк | передан в 62-ю аддд |

## Герои Советского Союза
- Еремин Борис Дмитриевич, лейтенант, штурман звена 21-го дальнебомбардировочного авиационного полка 22-й авиационной дивизии 4-го авиационного корпуса дальней бомбардировочной авиации Указом Президиума Верховного Совета СССР 20 июня 1942 года удостоен звания Герой Советского Союза (посмертно)[5]
- Ситнов Валентин Егорович, капитан, заместитель командира эскадрильи 21-го дальнего бомбардировочного авиационного полка 22-й авиационной дивизии 4-го авиационного корпуса дальней бомбардировочной авиации Указом Президиума Верховного Совета СССР 20 июня 1942 года удостоен звания Герой Советского Союза. Золотая Звезда № 612[6].
- Тарасов Дмитрий Захарович, лейтенант, командир звена 21-го дальнебомбардировочного авиационного полка 22-й авиационной дивизии Указом Президиума Верховного Совета СССР 20 июня 1942 года удостоен звания Герой Советского Союза (посмертно)[7]